# Groupe de NGC 3227
Le groupe de NGC 3227 comprend au moins 16 galaxies situées dans la constellation du Lion. La distance moyenne entre ce groupe et la Voie lactée est d'environ 24,1 Mpc (∼78,6 millions d'al).

## Membres
Le tableau ci-dessous liste les 16 galaxies du groupe indiquées dans l'article de A.M. Garcia paru en 1993.
| Nom        | Class.        | Type                     | α (J2000.0)   | δ (J2000.0) | Vitesse radiale (km/s) | m                        | Distance (Mpc) | Diamètre (kal) |
| ---------- | ------------- | ------------------------ | ------------- | ----------- | ---------------------- | ------------------------ | -------------- | -------------- |
| NGC 31621  | SAB(rs)bc     | Spirale intermédiaire    | 10h 13m 31.6s | 22° 44′ 15″ | 1302 ± 1               | 11,6                     | 23,8 ± 1,7     | 71             |
| NGC 3177   | SA(rs)b       | Spirale                  | 10h 16m 34.1s | 21° 07′ 23″ | 1310 ± 2               | 12,4                     | 24,0 ± 1,7     | 42             |
| NGC 31851  | (R)SB(r)a     | Spirale barrée           | 10h 17m 38.5s | 21° 41′ 18″ | 1310 ± 2               | 12,2                     | 24,0 ± 1,7     | 42             |
| NGC 31871  | SB(s)c pec    | Spirale barrée           | 10h 17m 47.8s | 21° 52′ 24″ | 1586 ± 2               | 13,4                     | 28,0 ± 2,0     | 85             |
| NGC 31901  | SA(s)a pec    | Spirale                  | 10h 18m 05.6s | 21° 49′ 56″ | 1310 ± 4               | 11,2                     | 24,0 ± 1,7     | 105            |
| NGC 31931  | E2            | Elliptique               | 10h 18m 24.9s | 21° 53′ 38″ | 1381 ± 5               | 10,9                     | 25,0 ± 1,8     | 81             |
| NGC 3213   | Sbc?          | Spirale                  | 10h 21m 17.3s | 19° 39′ 06″ | 1347 ± 1               | 13,5                     | 24,6 ± 1,8     | 40             |
| NGC 32262  | E2? pec       | Elliptique               | 10h 23m 27.0s | 19° 53′ 55″ | 1315 ± 5               | 11,4                     | 24,2 ± 1,7     | 101            |
| NGC 32272  | SAB(s) pec    | Spirale intermédiaire    | 10h 23m 30.6s | 19° 51′ 54″ | 1126 ± 2               | 10,3                     | 21,3 ± 1,5     | 116            |
| NGC 3287   | SB(s)d        | Spirale barrée           | 10h 34m 47.3s | 21° 38′ 54″ | 1325 ± 1               | 12,3                     | 24,3 ± 1,7     | 29             |
| NGC 3301   | (R')SB(rs)0/a | Lenticulaire             | 10h 36m 56.0s | 21° 52′ 56″ | 1339 ± 5               | 11,4                     | 24,5 ± 1,8     | 85             |
| UGC 5574   | Scd?          | Spirale                  | 10h 19m 42.9s | 22° 27′ 09″ | 1471 ± 1               | 14,7                     | 20,5 ± 1,5     | 30             |
| UGC 5575   | Im?           | Irrégulière magellanique | 10h 19m 46.9s | 22° 35′ 41″ | 1471 ± 2               | 15,3                     | 26,3 ± 1,5     | 32             |
| UGC 5629   | Sm?           | Spirale magellanique     | 10h 24m 13.1s | 21° 02′ 59″ | 1238 ± 1               | 14,3                     | 22,3 ± 1,6     | 32             |
| UGC 56752  | Sm?           | Spirale magellanique     | 10h 28m 30.0s | 19° 33′ 45″ | 116 ± 1                | 15,845 ± 0,011 asinh mag | 21,3 ± 1,5     | 44             |
| CGCG 124-1 | E pec         | Elliptique               | 10h 19m 01.5s | 21° 17′ 01″ | 1083 ± 1               | 14,1                     | 20,7 ± 1,5     | 26             |

- 1 Ces galaxies sont identifiées comme faisant partie du groupe de NGC 3190 par Richard Powell sur son site « Un Atlas de l'Univers »[8].

- 2 Ces galaxies sont identifiées comme faisant partie du groupe de NGC 3227 par Richard Powell sur son site « Un Atlas de l'Univers », mais ce groupe ne contient que trois galaxies[8].

Le site DeepskyLog permet de trouver aisément les constellations des galaxies mentionnées dans ce tableau ou si elles ne s'y trouvent pas, l'outil du site constellation permet de le faire à l'aide des coordonnées de la galaxie. Sauf indication contraire, les données proviennent du site NASA/IPAC.